# Miconia asplundii
Miconia asplundii är en tvåhjärtbladig växtart som beskrevs av John Julius Wurdack. Miconia asplundii ingår i släktet Miconia och familjen Melastomataceae. IUCN kategoriserar arten globalt som starkt hotad.
Artens utbredningsområde är Ecuador. Inga underarter finns listade i Catalogue of Life.